# Lev Semjonovič Pontrjagin
Lev Semjonovič Pontrjagin [lév semjónovič pontrjágin] (rusko Лев Семёнович Понтря́гин), ruski matematik, * 3. september (21. avgust, ruski koledar) 1908, Moskva, Ruski imperij (sedaj Rusija), † 3. maj 1988, Moskva. 

## Življenje in delo
Njegov oče Semjon Akimovič, nižji uradnik, je bil takrat v vojski in je kmalu umrl 6. januarja 1927. Mati Tatjana Andrejevna, preprosta krojačica, je sama prevzela skrb za sina. Ta skrb se je še povečala, ko je trinajst let star zaradi nesreče izgubil vid. Kmalu je v sebi začutil matematiko. Takrat se je naučila tujih jezikov toliko, da mu je lahko brala strokovna dela. Za matematične simbole si je izmislila svoja imena – brala je seveda samo znake, ne pojmov. Pri branju teorije množic je bil presek »repka navzdol«, unija »repka navzgor« in vključitev »repka na desno«. Leta 1925 je končal desetletno srednjo šolo.
Na moskovski državni univerzi je Pontrjagin na Fizikalno matematični fakulteti postal učenec Aleksandrova (1896–1982), prvi prispevek k matematiki (prvo posplošitev dualnosti) je napisal, ko mu je bilo 19 let. Prva predavanja iz algebre, pa je delil s Šmidtom (1891–1956). Leta 1929 je diplomiral iz »čiste matematike«. Pozneje je leta 1930 postal tam univerzitetni profesor. Ves čas pred 2. svetovno vojno, pa tudi med njo, preseljen v Kazan, je delal v topologiji, v teoriji topoloških in Liejevih grup. Osnovno delo v teoriji topoloških grup je njegova monografija Zvezne grupe (Непрерывные группы), ki je doslej izšla trikrat, leta 1938, 1954 in 1973, prevodov se ne šteje.
Podal je temelje abstraktne teorije Fourierovih transformacij, ki se sedaj imenuje po njem Pontrjaginova dualnost.
Prijateljstvo z Andronovom (1901–1952), fizikom, ki se je veliko ukvarjal z nihanji, ga je počasi zvabilo v uporabne smeri. Po vojni se je začel bolj poglobljeno ukvarjati z navadnimi diferencialnimi enačbami, s sodelavci je zgradil novo matematično poglavje, daljnosežno posplošitev variacijskega računa, teorijo optimalnega vodenja. Pontrjaginovo načelo maksima iz te teorije obvladuje velik del sodobne tehniške ustvarjalnosti. Načelo opisuje razmere, če je potrebno za sistem izbrati največje 'vodilo' ali ne.
Dokazal je, da so povezani topološki obsegi le trije: obseg realnih števil, obseg kompleksnih števil in obseg kvaternionov. Postavil je osnovni problem teorije somejnosti.  Ta je okoli leta 1940 vodil do teorije karakterističnih razredov, povezujoče teorije algebrske topologije, diferencialne geometrije in algebrske geometrije. Ti razredi, zgrajeni za mnogoterosti z mejami so danes znani kot Pontrjaginovi razredi.
Ukvarjal se je tudi z diferencialno geometrijo.